# Badminton Open Saarbrücken 2001
Die Bitburger Open 2001 (offiziell BMW Open 2001) im Badminton fanden vom 5. bis zum 9. Dezember 2001 in der Joachim-Deckarm-Halle in Saarbrücken statt. Das Preisgeld betrug 20.000 US-Dollar.

## Medaillengewinner
| Disziplin    | Gold                         | Silber                             | Bronze                            |
| ------------ | ---------------------------- | ---------------------------------- | --------------------------------- |
| Herreneinzel | Niels Christian Kaldau       | Xie Yangchun                       | Colin Haughton                    |
| Herreneinzel | Niels Christian Kaldau       | Xie Yangchun                       | Przemysław Wacha                  |
| Dameneinzel  | Pi Hongyan                   | Xu Huaiwen                         | Chen Lanting                      |
| Dameneinzel  | Pi Hongyan                   | Xu Huaiwen                         | Liu Lu                            |
| Herrendoppel | Michael Lamp Michael Søgaard | Manuel Dubrulle Mihail Popov       | Xie Yangchun Marc Zwiebler        |
| Herrendoppel | Michael Lamp Michael Søgaard | Manuel Dubrulle Mihail Popov       | Vincent Laigle Svetoslav Stoyanov |
| Damendoppel  | Neli Boteva Elena Nozdran    | Lonneke Janssen Lotte Bruil        | Claudia Vogelgsang Xu Huaiwen     |
| Damendoppel  | Neli Boteva Elena Nozdran    | Lonneke Janssen Lotte Bruil        | Chen Lanting Zheng Liwen          |
| Mixed        | Chris Bruil Lotte Bruil      | Vladislav Druzchenko Elena Nozdran | Michael Søgaard Nicol Pitro       |
| Mixed        | Chris Bruil Lotte Bruil      | Vladislav Druzchenko Elena Nozdran | Gu Jian Lei Minji                 |

## Finalergebnisse
| Disziplin    | Sieger                       | Finalist                           | Ergebnis                |
| ------------ | ---------------------------- | ---------------------------------- | ----------------------- |
| Herreneinzel | Niels Christian Kaldau       | Xie Yangchun                       | 7–3, 1–7, 7–8, 7–5, 7–3 |
| Dameneinzel  | Pi Hongyan                   | Xu Huaiwen                         | 7–4, 3–7, 7–2, 7–3      |
| Herrendoppel | Michael Lamp Michael Søgaard | Manuel Dubrulle Mihail Popov       | 7–3, 5–7, 7–4, 7–0      |
| Damendoppel  | Neli Boteva Elena Nozdran    | Lonneke Janssen Lotte Bruil        | 7–5, 7–5, 4–7, 7–4      |
| Mixed        | Chris Bruil Lotte Bruil      | Vladislav Druzchenko Elena Nozdran | 7–3, 5–7, 2–7, 7–0, 7–2 |

## Herreneinzel
- Colin Haughton –  Maurice Niesner: 3-7 / 7-6 / 7-1
- Thomas Quéré –  Stephan Löll: 7-2 / 7-2 / 7-1
- Roman Spitko –  Piao Xidong: 7-8 / 7-1 / 7-3
- Jean-Michel Lefort –  Tim Dettmann: 7-4 / 5-7 / 7-1
- Dicky Palyama –  Marc Zwiebler: 8-6 / 7-0 / 7-0
- Arnd Vetters –  Christoph Schnaase: 7-2 / 7-0 / 7-2
- Kasper Ødum –  Olivier Fossy: 7-0 / 7-1 / 7-4
- Aivaras Kvedarauskas –  Thorsten Hukriede: 8-6 / 5-7 / 7-2
- Niels Christian Kaldau –  Sven Eric Kastens: 7-1 / 7-2 / 7-0
- Chen Wei –  Pascal Histel: 8-7 / 7-1 / 8-6
- Nabil Lasmari –  Matthias Becker: 7-3 / 7-0 / 7-3
- Erwin Kehlhoffner –  Marcel Reuter: 6-8 / 4-7 / 7-2
- Björn Joppien –  Mickael Amsalem: 7-3 / 7-0 / 7-3
- Ian Maywald –  Kurt Nijs: 7-3 / 8-6 / 7-0
- Marc Hannes –  Christoph Clarenbach: 7-2 / 7-4 / 7-0
- Jochen Cassel –  Mathieu Serebriakoff: 7-0 / 7-0 / 7-3
- Michael Fuchs –  Sebastian Kreibich: 7-4 / 7-3 / 7-0
- Joachim Fischer Nielsen –  Thimm Spitzer: 7-0 / 7-3 / 7-2
- Dharma Gunawi –  Simon Maunoury: 7-1 / 8-7 / 7-3
- Guntur Hariono –  Jens Roch: 7-3 / 7-3 / 7-3
- Li Ang –  Roel Bollen: 7-2 / 7-4 / 5-7
- Felix Hoffmann –  Sebastien Bourbon: 0-7 / 7-1 / 7-4
- Martin Hagberg –  Mike Joppien: 7-0 / 7-3 / 8-6
- Bertrand Gallet –  Christian Böhmer: 7-0 / 7-2 / 8-6
- Xie Yangchun –  Timo Teulings: 7-0 / 7-1 / 7-0
- Gerben Bruijstens –  Steve Marvin: 7-0 / 7-1 / 6-7
- Yong Yudianto –  Julien Fuchs: 7-3 / 3-7 / 7-1
- Vladislav Druzchenko –  Matthias Krawietz: 7-1 / 7-4 / 7-3
- Joachim Persson –  Per-Henrik Croona: w.o.
- Sydney Lengagne –  Jan Junker: w.o.
- Przemysław Wacha –  Danny Schwarz: w.o.
- Franklin Wahab –  Jean-Frédéric Massias: w.o.
- Colin Haughton –  Thomas Quéré: 8-6 / 7-3 / 7-4
- Jean-Michel Lefort –  Roman Spitko: 7-4 / 7-0 / 3-7
- Dicky Palyama –  Arnd Vetters: 7-4 / 7-5 / 7-3
- Kasper Ødum –  Aivaras Kvedarauskas: 7-4 / 7-2 / 7-1
- Niels Christian Kaldau –  Chen Wei: 7-0 / 7-0 / 5-7
- Nabil Lasmari –  Erwin Kehlhoffner: 7-3 / 7-2 / 4-7
- Björn Joppien –  Ian Maywald: 7-3 / 7-0 / 2-7
- Joachim Persson –  Marc Hannes: 5-7 / 7-4 / 7-5
- Sydney Lengagne –  Jochen Cassel: 7-5 / 5-7 / 8-6
- Joachim Fischer Nielsen –  Michael Fuchs: 7-3 / 7-0 / 7-1
- Dharma Gunawi –  Guntur Hariono: 7-5 / 7-3 / 8-7
- Przemysław Wacha –  Li Ang: 7-2 / 7-1 / 7-4
- Martin Hagberg –  Felix Hoffmann: 7-5 / 7-3 / 7-3
- Bertrand Gallet –  Franklin Wahab: 7-5 / 7-3 / 7-3
- Xie Yangchun –  Gerben Bruijstens: 7-2 / 4-7 / 7-6
- Yong Yudianto –  Vladislav Druzchenko: 2-7 / 7-2 / 8-6
- Colin Haughton –  Jean-Michel Lefort: 8-7 / 7-0 / 5-7
- Dicky Palyama –  Kasper Ødum: 8-6 / 7-4 / 7-2
- Niels Christian Kaldau –  Nabil Lasmari: 7-4 / 7-0 / 5-7
- Björn Joppien –  Joachim Persson: 7-1 / 7-1 / 8-6
- Joachim Fischer Nielsen –  Sydney Lengagne: 6-8 / 7-1 / 7-1
- Przemysław Wacha –  Dharma Gunawi: 8-6 / 1-7 / 8-6
- Martin Hagberg –  Bertrand Gallet: 7-2 / 7-0 / 7-0
- Xie Yangchun –  Yong Yudianto: 7-0 / 7-1 / 7-1
- Colin Haughton –  Dicky Palyama: 8-6 / 8-6 / 4-7
- Niels Christian Kaldau –  Björn Joppien: 7-5 / 1-7 / 7-1
- Przemysław Wacha –  Joachim Fischer Nielsen: 8-6 / 0-7 / 7-4
- Xie Yangchun –  Martin Hagberg: 7-1 / 2-7 / 1-7
- Niels Christian Kaldau –  Colin Haughton: 7-3 / 7-3 / 6-8
- Xie Yangchun –  Przemysław Wacha: 7-3 / 8-7 / 7-2
- Niels Christian Kaldau –  Xie Yangchun: 7-3 / 1-7 / 7-8

## Dameneinzel
- Pi Hongyan –  Perrine Lebuhanic: 7-2 / 7-3 / 7-1
- Lei Minji –  Claudia Vogelgsang: 7-1 / 7-4 / 7-1
- Tine Høy –  Nicole Schnurrer: 7-1 / 7-0 / 7-1
- Elena Nozdran –  Sandra Marinello: 7-2 / 7-0 / 8-6
- Sindy Krauspe –  Tamara Smit: 7-1 / 7-2 / 7-3
- Chen Lanting –  Karina de Wit: 8-7 / 7-1 / 7-4
- Petra Overzier –  Liesbeth Aerts: 7-0 / 7-0 / 7-0
- Irina Gritsenko –  Melanie Herrle: 7-0 / 7-1 / 7-1
- Carola Bott –  Amélie Decelle: 7-2 / 4-7 / 2-7
- Corina Herrle –  Laura Choinet: 7-3 / 7-2 / 7-5
- Liu Lu –  Zirelia Nicot: 2-7 / 7-3 / 7-0
- Tatiana Vattier –  Stefanie Müller: 3-7 / 0-7 / 7-5
- Judith Meulendijks –  Kathrin Hoffmann: 7-2 / 7-0 / 7-0
- Neli Boteva –  Katja Michalowsky: w.o.
- Xu Huaiwen –  Angela Bors: w.o.
- Pi Hongyan –  Lei Minji: 8-6 / 7-0 / 7-5
- Neli Boteva –  Tine Høy: 7-0 / 8-7 / 8-6
- Chen Lanting –  Petra Overzier: 8-6 / 6-8 / 7-5
- Carola Bott –  Irina Gritsenko: 1-7 / 7-4 / 8-7
- Liu Lu –  Corina Herrle: 7-3 / 7-0 / 7-1
- Xu Huaiwen –  Tatiana Vattier: 7-0 / 7-1 / 7-0
- Elena Nozdran –  Sindy Krauspe: w.o.
- Pi Hongyan –  Neli Boteva: 7-2 / 7-3 / 7-4
- Chen Lanting –  Elena Nozdran: 7-4 / 8-6 / 7-1
- Liu Lu –  Carola Bott: 7-1 / 7-0 / 7-1
- Xu Huaiwen –  Judith Meulendijks: 7-4 / 7-4 / 7-2
- Pi Hongyan –  Chen Lanting: 7-5 / 7-3 / 7-1
- Xu Huaiwen –  Liu Lu: 7-1 / 7-2 / 7-1
- Pi Hongyan –  Xu Huaiwen: 7-5 / 3-7 / 7-2

## Herrendoppel
- Kristof Hopp /  Thomas Tesche –  Benjamin Driesen /  Kurt Nijs: 7-3 / 7-0 / 7-1
- Mike Joppien /  Matthias Krawietz –  Michael Cassel /  Sebastian Kreibich: 7-1 / 7-1 / 1-7
- Xie Yangchun /  Marc Zwiebler –  Jordy Halapiry /  Dennis Lens: 7-5 / 7-5 / 2-7
- Manuel Dubrulle /  Mihail Popov –  Li Ang /  Piao Xidong: 7-2 / 5-7 / 7-5
- Christian Böhmer /  Timo Teulings –  Matthias Becker /  Thimm Spitzer: 4-7 / 7-3 / 7-5
- Jochen Cassel /  Ingo Kindervater –  Mathieu Serebriakoff /  Valeriy Strelcov: 7-0 / 7-1 / 7-2
- Roy Loeven /  Jürgen Wouters –  Christoph Clarenbach /  Matthias Kuchenbecker: 7-1 / 7-2 / 7-0
- Michael Lamp /  Michael Søgaard –  Dharma Gunawi /  Steve Marvin: 7-0 / 3-7 / 7-1
- Gu Jian /  Lu Jian –  Arnd Vetters /  Franklin Wahab: 7-0 / 8-7 / 7-4
- Bertrand Gallet /  Jean-Michel Lefort –  Sebastian Ottrembka /  Boris Reichel: 2-7 / 8-6 / 7-2
- Tijs Creemers /  Remco Muyris –  Stephan Löll /  Danny Schwarz: 7-8 / 5-7 / 7-1
- Erwin Kehlhoffner /  Thomas Quéré –  Björn Siegemund /  Joachim Tesche: 5-7 / 7-5 / 8-6
- Marc Hannes /  Ian Maywald –  Marcel Reuter /  Benjamin Woll: 4-7 / 7-4 / 7-1
- Vincent Laigle /  Svetoslav Stoyanov –  Tim Dettmann /  Michael Fuchs: 7-1 / 7-0 / 7-1
- Mickael Amsalem /  Sebastien Bourbon –  Michael Helber /  Michael Keck: w.o.
- Thorsten Hukriede /  Yong Yudianto –  Toni Gerasch /  Jan Junker: w.o.
- Kristof Hopp /  Thomas Tesche –  Mike Joppien /  Matthias Krawietz: 7-4 / 7-0 / 7-3
- Xie Yangchun /  Marc Zwiebler –  Mickael Amsalem /  Sebastien Bourbon: 7-5 / 7-1 / 7-0
- Manuel Dubrulle /  Mihail Popov –  Christian Böhmer /  Timo Teulings: 7-1 / 7-0 / 7-1
- Jochen Cassel /  Ingo Kindervater –  Roy Loeven /  Jürgen Wouters: 7-2 / 7-2 / 6-8
- Michael Lamp /  Michael Søgaard –  Thorsten Hukriede /  Yong Yudianto: 7-2 / 7-2 / 7-4
- Bertrand Gallet /  Jean-Michel Lefort –  Gu Jian /  Lu Jian: 5-7 / 7-3 / 7-6
- Tijs Creemers /  Remco Muyris –  Erwin Kehlhoffner /  Thomas Quéré: 2-7 / 7-2 / 7-2
- Vincent Laigle /  Svetoslav Stoyanov –  Marc Hannes /  Ian Maywald: 7-4 / 7-4 / 1-7
- Xie Yangchun /  Marc Zwiebler –  Kristof Hopp /  Thomas Tesche: 7-4 / 0-7 / 3-7
- Manuel Dubrulle /  Mihail Popov –  Jochen Cassel /  Ingo Kindervater: 7-4 / 8-6 / 7-5
- Michael Lamp /  Michael Søgaard –  Bertrand Gallet /  Jean-Michel Lefort: 7-4 / 7-0 / 7-2
- Vincent Laigle /  Svetoslav Stoyanov –  Tijs Creemers /  Remco Muyris: 7-0 / 2-7 / 7-4
- Manuel Dubrulle /  Mihail Popov –  Xie Yangchun /  Marc Zwiebler: 7-1 / 7-3 / 7-8
- Michael Lamp /  Michael Søgaard –  Vincent Laigle /  Svetoslav Stoyanov: 5-7 / 7-4 / 2-7
- Michael Lamp /  Michael Søgaard –  Manuel Dubrulle /  Mihail Popov: 7-3 / 5-7 / 7-4

## Damendoppel
- Sandra Marinello /  Birgit Overzier –  Viveca Kay Goussindi /  Gesa Ladewig: 7-0 / 7-1 / 7-2
- Anne Hönscheid /  Carina Mette –  Laura Choinet /  Zirelia Nicot: 7-1 / 7-0 / 7-0
- Kathrin Hoffmann /  Jessica Willems –  Liesbeth Aerts /  Melanie Herrle: 7-1 / 7-0 / 7-0
- Claudia Ritter /  Nicole Schnurrer –  Amélie Decelle /  Perrine Lebuhanic: 7-5 / 8-6 / 7-5
- Lonneke Janssen /  Lotte Jonathans –  Olga Ghibus /  Viorica Jora: w.o.
- Kathrin Piotrowski /  Nicol Pitro –  Tatiana Vattier /  Victoria Wright: 3-7 / 7-3 / 7-1
- Claudia Vogelgsang /  Xu Huaiwen –  Sandra Marinello /  Birgit Overzier: 4-7 / 7-0 / 7-0
- Chen Lanting /  Zheng Liwen –  Kathrin Hoffmann /  Jessica Willems: 7-4 / 7-2 / 7-4
- Corina Herrle /  Caren Hückstädt –  Claudia Ritter /  Nicole Schnurrer: 7-3 / 8-7 / 7-0
- Lonneke Janssen /  Lotte Jonathans –  Petra Overzier /  Anika Sietz: 7-2 / 1-7 / 7-3
- Neli Boteva /  Elena Nozdran - : w.o.
- Anne Hönscheid /  Carina Mette –  Carola Bott /  Sindy Krauspe: w.o.
- Stefanie Müller /  Michaela Peiffer –  Rita Yuan Gao /  Sandra Watt: w.o.
- Claudia Vogelgsang /  Xu Huaiwen –  Kathrin Piotrowski /  Nicol Pitro: 7-8 / 7-4 / 7-2
- Neli Boteva /  Elena Nozdran –  Anne Hönscheid /  Carina Mette: 3-7 / 8-6 / 7-3
- Chen Lanting /  Zheng Liwen –  Corina Herrle /  Caren Hückstädt: 7-0 / 7-5 / 7-2
- Lonneke Janssen /  Lotte Jonathans –  Stefanie Müller /  Michaela Peiffer: 0-7 / 7-0 / 7-5
- Neli Boteva /  Elena Nozdran –  Claudia Vogelgsang /  Xu Huaiwen: 7-2 / 7-1 / 0-7
- Lonneke Janssen /  Lotte Jonathans –  Chen Lanting /  Zheng Liwen: 5-7 / 7-2 / 7-1
- Neli Boteva /  Elena Nozdran –  Lonneke Janssen /  Lotte Jonathans: 7-5 / 7-5 / 4-7

## Mixed
- Maurice Niesner /  Michaela Peiffer –  Neli Boteva /  Toni Poyatos: 7-0 / 7-3 / 4-7
- Chen Wei /  Liu Lu –  Joachim Tesche /  Anne Hönscheid: 5-7 / 7-4 / 3-7
- Felix Hoffmann /  Kathrin Hoffmann –  Erwin Kehlhoffner /  Amélie Decelle: 6-8 / 7-1 / 7-5
- Ingo Kindervater /  Caren Hückstädt –  Thomas Quéré /  Perrine Lebuhanic: 7-4 / 5-7 / 7-0
- Benjamin Driesen /  Melanie Herrle –  Thimm Spitzer /  Carola Bott: 5-7 / 8-6 / 7-1
- Michael Søgaard /  Nicol Pitro –  Thorsten Hukriede /  Jessica Willems: 7-1 / 5-7 / 7-1
- Lu Jian /  Zheng Liwen –  Sebastian Kreibich /  Nicole Schnurrer: 7-5 / 7-0 / 7-5
- Manuel Dubrulle /  Victoria Wright –  Boris Reichel /  Birgit Overzier: 8-6 / 2-7 / 7-3
- Thomas Tesche /  Carina Mette –  Roel Bollen /  Corina Herrle: 7-5 / 7-5 / 7-2
- Toni Gerasch /  Sindy Krauspe –  Julien Fuchs /  Viveca Kay Goussindi: 7-0 / 5-7 / 7-2
- Tijs Creemers /  Lonneke Janssen –  David Stenger /  Natascha Thome: 7-0 / 7-0 / 7-0
- Sebastian Ottrembka /  Anika Sietz –  Kurt Nijs /  Liesbeth Aerts: 7-1 / 4-7 / 7-0
- Gu Jian /  Lei Minji –  Maxime Siegle /  Zirelia Nicot: 5-7 / 7-0 / 7-0
- Vladislav Druzchenko /  Elena Nozdran –  Michael Keck /  Gesa Ladewig: w.o.
- Chris Bruil /  Lotte Jonathans –  Maurice Niesner /  Michaela Peiffer: 7-1 / 8-6 / 7-2
- Chen Wei /  Liu Lu –  Felix Hoffmann /  Kathrin Hoffmann: 8-6 / 7-0 / 7-2
- Ingo Kindervater /  Caren Hückstädt –  Benjamin Driesen /  Melanie Herrle: 7-3 / 7-3 / 7-0
- Michael Søgaard /  Nicol Pitro –  Lu Jian /  Zheng Liwen: 2-7 / 7-1 / 6-8
- Thomas Tesche /  Carina Mette –  Manuel Dubrulle /  Victoria Wright: 7-1 / 7-5 / 7-1
- Sebastian Ottrembka /  Anika Sietz –  Tijs Creemers /  Lonneke Janssen: 5-7 / 7-6 / 7-4
- Gu Jian /  Lei Minji –  Kristof Hopp /  Kathrin Piotrowski: 7-5 / 5-7 / 7-4
- Vladislav Druzchenko /  Elena Nozdran –  Toni Gerasch /  Sindy Krauspe: w.o.
- Chris Bruil /  Lotte Jonathans –  Chen Wei /  Liu Lu: 1-7 / 7-0 / 7-1
- Michael Søgaard /  Nicol Pitro –  Ingo Kindervater /  Caren Hückstädt: 7-0 / 7-2 / 7-2
- Vladislav Druzchenko /  Elena Nozdran –  Thomas Tesche /  Carina Mette: 8-6 / 7-1 / 7-5
- Gu Jian /  Lei Minji –  Sebastian Ottrembka /  Anika Sietz: 7-3 / 2-7 / 7-4
- Chris Bruil /  Lotte Jonathans –  Michael Søgaard /  Nicol Pitro: 8-6 / 8-7 / 4-7
- Vladislav Druzchenko /  Elena Nozdran –  Gu Jian /  Lei Minji: 7-4 / 4-7 / 7-4
- Chris Bruil /  Lotte Jonathans –  Vladislav Druzchenko /  Elena Nozdran: 7-3 / 5-7 / 2-7